# Yoshihito Nishioka

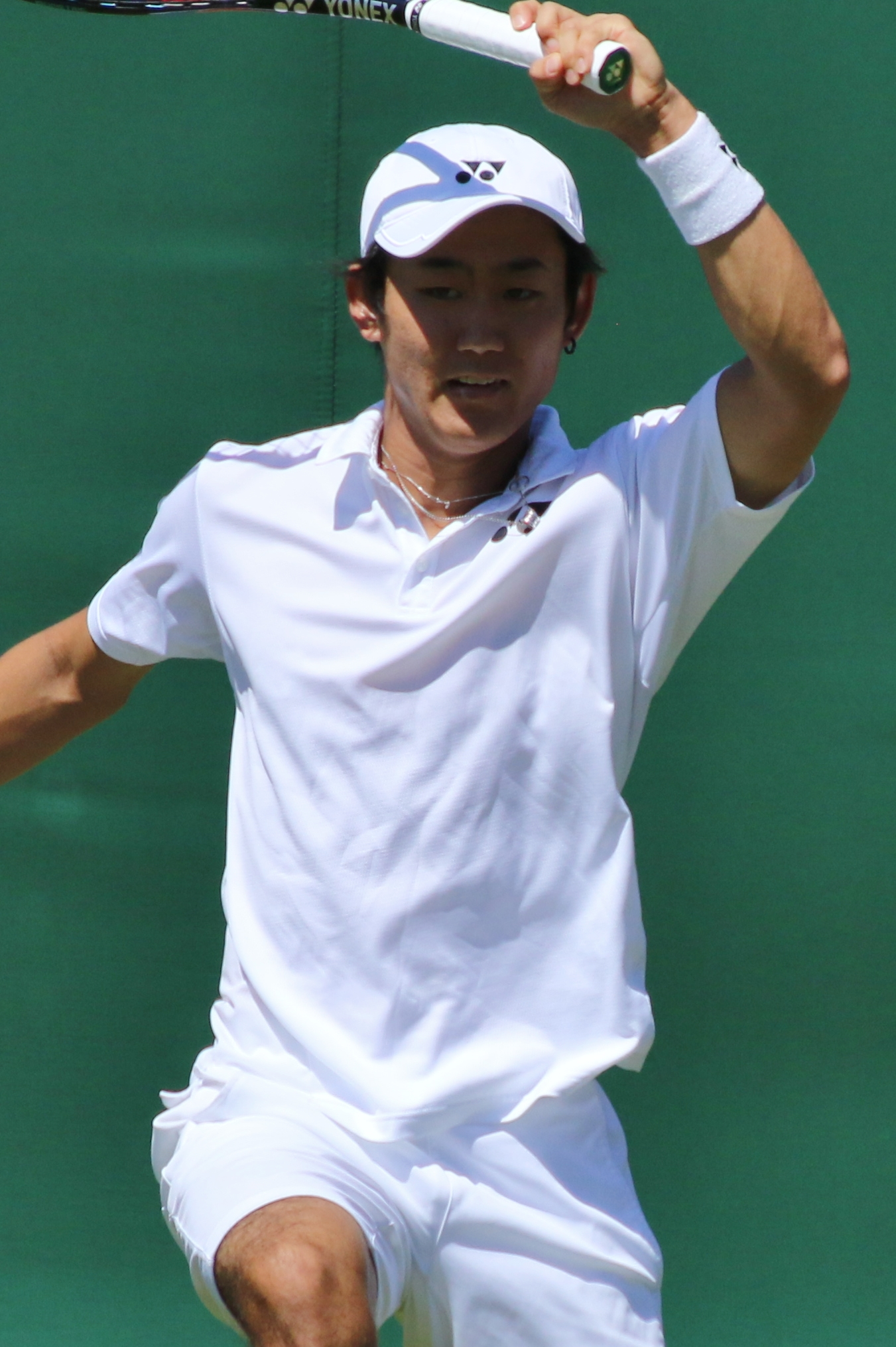
Yoshihito Nishioka en 2018.

Yoshihito Nishioka (西岡 良仁, Nishioka Yoshihito), né le 27 septembre 1995 à Tsu, est un joueur de tennis japonais, professionnel depuis 2013.

## Carrière

### Avant 2015
Joueur prometteur chez les juniors, il atteint notamment les demi-finales de l'US Open en 2012.
Il remporte ses trois premiers tournois Future en 2013, puis deux autres en 2014. Il débute également cette année-là sur le circuit Challenger. Il est demi-finaliste à Vicence en mai et il remporte son premier titre à Shanghai en septembre, peu après sa qualification pour l'US Open.

### 2015 - 2017: de bonnes performances
En 2015, alors qu'il participe au 5e tournoi ATP de sa carrière à Delray Beach, il s'extirpe des qualifications et atteint les quarts de finale en éliminant Igor Sijsling (7-5, 6-1) et Marinko Matosevic (6-1, 6-3). Il remporte en septembre son premier match en Grand Chelem en prenant le meilleur sur Paul-Henri Mathieu (6-4, 2-6, 67-7, 6-1, 6-2). Le même mois, il joue pour la première fois en équipe du Japon de Coupe Davis en disputant et perdant le double du barrage contre la Colombie. En fin d'année, il s'adjuge le tournoi Challenger de Toyota.
Début 2016, il participe à un second quart de finale sur le circuit ATP à Memphis. Il est également sélectionné pour jouer le premier tour de la Coupe Davis, s'inclinant en double avec Yasutaka Uchiyama contre la Grande-Bretagne des frères Jamie et Andy Murray. Il remporte les tournois Challenger de Winnetka en juillet et Astana en novembre.
En 2017, au Masters d'Indian Wells, le forfait de Richard Gasquet lui permet d'être repêché et il intègre le tableau principal. Il réalise un gros parcours en battant celui qui l'avait éliminé en qualification, Elias Ymer (6-4, 6-1), puis la tête de série numéro 19 Ivo Karlović, (6-4, 6-3) et le 14e mondial, Tomáš Berdych (1-6, 7-65, 6-4) après avoir été mené 1-6, 2-5, se qualifiant pour les huitièmes de finale à sa première tentative. Il affronte alors le 3e mondial Stanislas Wawrinka, contre qui il perd (6-3, 3-6, 64-7) après avoir servi pour la match à 5-4 dans l'ultime manche.

### 2018 - 2019: premier titre ATP et de bons résultats en général
Durant l'année 2018, Yoshihito obtient quelques bons résultats. Lors de l'Open d'Australie, il passe un tour face à la 27e tête de série, Philipp Kohlschreiber, avant d'échouer au tour suivant contre Andreas Seppi. À Los Carbos, il bat Gastão Elias puis Taylor Fritz, puis est éliminé par Fabio Fognini, futur lauréat du tournoi.
En septembre 2018, issu des qualifications, et classé 171e mondial, il remporte son premier titre ATP lors du tournoi de Shenzhen. Sur son parcours, il vainc notamment Alexander Bublik (6-3, 6-4), Denis Kudla (6-1, 6-3), la tête de série no 6 Denis Shapovalov (7-6, 3-6, 7-5), Cameron Norrie (7-5, 6-2), Fernando Verdasco (1-6, 6-3, 7-6), tête de série no 5, et enfin Pierre-Hugues Herbert en finale (7-5, 2-6, 6-4).
Par la suite, il gagne plusieurs matchs lors de tournois Challenger à Gimcheon, Traralgon, Kobe. Après une élimination précoce face à Nick Kyrgios à domicile lors de l'Open du Japon, il se rend au Challenger de Traralgon où il arrive jusqu'en finale, écartant notamment son compatriote Yasutaka Uchiyama (6-1, 4-6, 6-1), s'inclinant en finale face à l'Australien Jordan Thompson (6-3, 6-4). Il arrive par la suite en demi-finale à Canberra puis à Kobé.
À Sydney en 2019, il arrive en quart éliminant tour à tour Jason Kubler, Cristian Garín, Ryan Harrison et Andrey Rublev, avant de perdre face à Diego Schwartzman. Il bat Tennys Sandgren au premier tour lors de l'Open d'Australie puis s'incline contre Karen Khachanov.
À Indian Wells, il réalise un bon parcours arrivant jusqu'en huitième de finale, après avoir battu Denis Kudla (3-6, 6-3, 6-2), la 21e tête de série Roberto Bautista-Agut (7-6, 6-4) et Félix Auger-Aliassime (6-7, 6-4, 7-6) ; il abandonne face à Miomir Kecmanović.
Aux Internationaux de France, il passe le premier tour face à Mackenzie McDonald, mais il échoue ensuite face à l'Argentin Juan Martín del Potro sur un résultat très serré (7-5, 4-6, 2-6, 7-6, 2-6). À Wimbledon, il perd d'entrée face à Janko Tipsarević. À Washington, il bat Daniel Evans (6-4, 6-1) et surtout David Goffin (6-7, 6-2, 7-6), puis il est défait par le futur finaliste Nick Kyrgios (6-2, 7-5). En août, il bat Jordan Thompson au premier tour du tournoi de Cincinnati sur un score serré de (7-5, 5-7, 6-4), puis il bat pour la première fois de sa carrière un joueur du top 10, Kei Nishikori (7-64, 6-4) au 2e tour. Au tour suivant, il élimine l'Australien Alex de Minaur (7-5, 6-4) avant de déclarer forfait face à David Goffin.
Durant l'US Open, il bat Marcos Giron mais se fait ensuite éliminer par Feliciano López. Il obtient à nouveau de bons résultats à Stockholm, où il passe deux tours face à Radu Albot (3-6, 6-4, 6-1) et la 3e tête de série Taylor Fritz (7-5, 6-4), avant d'être défait par le futur finaliste Filip Krajinović (6-3, 6-4). Alors classé 73e mondial, lors de la Coupe Davis 2019, il bat Gaël Monfils classé 10e mondial (7-5, 6-2).

### 2020 - 2021: finale à Delray Beach et quelques bons résultats
Il arrive au troisième tour de l'Open d'Australie 2020, où il est éliminé par le numéro un mondial Novak Djokovic (6-3, 6-2, 6-2) après avoir éliminé Laslo Djere (6-4, 3-6, 6-2, 7-6) et Daniel Evans, 32e mondial et tête de série no 30 (6-4, 6-3, 6-4). Ensuite, il atteint la finale à Delray Beach perdue face à Reilly Opelka (7-5, 6-7, 6-2), battant sur son parcours John Millman, tête de série no 5 (3-6, 6-4, 6-2), Noah Rubin (6-1, 6-2), Brandon Nakashima (3-6, 7-6, 6-4) et Ugo Humbert (tête de série numéro 6) (1-6, 6-4, 6-0). À Roland-Garros, il bat Félix Auger-Aliassime tête de série no 19 (7-5, 6-3, 6-3) au premier tour, puis il échoue face à Hugo Gaston au tour suivant (6-4, 7-6, 3-6, 6-2). Lors de l'US Open, il s'incline en cinq sets face à Andy Murray sur un score serré (4-6, 4-6, 7-6, 7-6, 6-4). Il finit l'année 57e mondial.
En 2021, il échoue d'entrée à l'Open d'Australie face à Pedro Martínez (7-6, 6-1, 6-1, 6-1). Au tournoi de Singapour, il arrive en quart de finale battant au passage Michael Mmoh (6-2, 3-6, 6-3), Maxime Cressy (6-4, 6-2), mais il perd face à Alexander Bublik (6-3, 6-2). Il réitère son parcours à Lyon en battant deux joueurs locaux, Ugo Humbert (3-6, 6-3, 6-4) et Gaël Monfils (4-6, 6-3, 7-6), avant d'être éliminé par le futur lauréat Stéfanos Tsitsipás (6-3, 6-4). Lors de Roland-Garros, il bat au premier tour Jo-Wilfried Tsonga (6-4, 6-2, 3-6, 7-6) durant un match qui finit à huis clos pour cause de Covid-19. Il perd au tour suivant face à Lorenzo Musetti 7-5, 6-3, 6-2. À Wimbledon, il bat la 28e tête de série John Isner (7-6, 2-6, 6-3, 6-7, 6-4) au premier tour, puis il perd au deuxième tour (6-1, 6-0, 6-2) face à Aljaž Bedene. Lors de l'US Open, il échoue d'entrée face à Jack Sock. À Indian Wells, il passe un tour sur le score de 6-3, 3-6, 7-6 face à Federico Delbonis, mais il échoue face à John Isner (6-3, 6-4). Il finit l'année 81e mondial.

### 2022: finale en ATP 500 et2etitreATP en simple entrée dans le top 40
À Adelaïde, il perd d'entrée face au Sud-Coréen Kwon Soon-woo sur un score expéditif (6-1, 6-2) puis il perd aussi au premier tour face à Thiago Monteiro lors du second volet du même tournoi (1-6, 6-3, 6-4). Il échoue face à Radu Albot durant l'Open d'Australie (6-3, 6-4, 4-6, 6-2). À la suite de ces échecs, il sort du top 100 mondial (119e).
Au tournoi Challenger de Columbus, il est tête de série no 3. Il vainc notamment Emilio Gómez (6-1, 4-6, 6-3) et Jenson Brooksby (6-3, 6-4) pour atteindre la finale, où il s'impose contre Dominic Stephan Stricker (6-2, 6-4). Il enchaine avec le tournoi de Cleveland, battant Denis Istomin (6-1, 6-1), Yasutaka Uchiyama (6-4, 1-6, 6-4), William Blumberg (3-6, 6-4, 6-2) et Thomas Fabbiano (7-6, 6-3) pour atteindre à nouveau la finale, mais il perd celle-ci sur le score de 7-5, 6-1 face à Dominic Stephan Stricker.
Il se présente à Dallas, où il est éliminé au second tour par Adrian Mannarino (6-3, 6-1). Oscar Otte l'élimine au premier tour lors du tournoi de Delray Beach (7-6, 6-3). Il se présente à Acapulco où il bat Feliciano López (2-6, 6-0, 6-4), Taylor Fritz (3-6, 6-4, 6-2) et le no 2 mondial Daniil Medvedev (6-2, 6-3). Il réintègre alors le top 100 à la 93e place mondiale. Qualifié pour le tableau principal de Miami, il élimine ensuite Emilio Gómez puis le Britannique Daniel Evans, 27e mondial (3-6, 6-4, 6-3), avant de perdre face à Lloyd Harris (7-6, 6-4, 7-5). Sans surprise, Novak Djokovic l'élimine aux Internationaux de France au premier tour. Il est aussi éliminé d'entrée à Wimbledon par Emil Ruusuvuori.
Il se rend au tournoi Challenger de Porto où il fait un bon parcours en éliminant Andrey Kuznetsov (7-6 7-5), Emilio Nava (7-6, 6-3), puis Hugo Grenier (2-6, 6-2, 4-0 ab.) en quart de finale, avant d'être éliminé par Christopher O'Connell (6-3 6-3). Il se rend au challenger de Rome, où il s'incline au troisième tour face à son compatriote Yasutaka Uchiyama.
Classé 96e mondial, il réalise de bons résultats à Washington où il élimine successivement le 37e mondial Jenson Brooksby (6-4, 6-3), Alex de Minaur, 11e tête de série (3-6, 7-6, 6-2) puis la 7e tête de série, Karen Khachanov (7-6 7-6) et Daniel Evans , 16e tête de série (7-6, 4-6, 7-5) au terme d'un match de plus de trois heures trente. Il atteint ensuite la finale en battant Andrey Rublev, tête de série no 1 (6-3, 6-4) avant de s'incliner face à Nick Kyrgios (6-4, 6-3). Durant le tournoi, il a éliminé à lui seul quatre têtes de série.
Lors du tournoi de Montréal, il passe un tour face à Benoît Paire avant de se faire éliminer par le local Félix Auger-Aliassime, tête de série no 6.
Il se rend à Séoul, où il élimine Daniel Evans (5e tête de série) au premier tour en deux sets (6-2, 7-6), s'imposant pour la sixième fois d'affilée en autant de rencontres contre ce joueur. Il élimine ensuite son compatriote Taro Daniel (6-2, 6-4) puis Casper Ruud, récent 2e mondial (6-2, 3-6, 6-2). Il bat ainsi l'un des meilleurs joueurs du monde pour ce qui est l'une des victoires les plus prestigieuses de sa carrière. Il atteint ensuite la finale après avoir battu Aleksandar Kovacevic (6-3, 4-6, 6-3) puis il remporte le tournoi face à Denis Shapovalov (6-4, 7-6). Son parcours le hisse à la 41e place mondiale, le meilleur classement de sa carrière ; 123e fin janvier 2022, Nishioka a progressé de 82 places dans le classement mondial durant cette période.
Il se présente de suite à domicile à Tokyo, où il perd d'entrée face à Miomir Kecmanović, 32e mondial (6-2, 6-7, 3-6). Il se présente à Anvers en tant que 39e mondial et 8e tête de série. Il s'impose face à Luca Van Assche au premier tour sur un score de 5-7, 6-2, 7-6. Il dispose ensuite de Jaume Munar en deux sets 6-1, 7-5. Sebastian Korda l'élimine par la suite sur un score sévère de 6-0, 6-2. Il se présente à Paris-Bercy et passe en deux sets le premier tour (6-3, 6-4) face à Aslan Karatsev pour faire face au numéro un mondial Carlos Alcaraz. Il perd sur un double 6-4.
Il finit l'année à la 36e place mondiale, son meilleur classement depuis le début de sa carrière.

### 2023: meilleur classement, premiers huitièmes de finale en Grand Chelem et finale à Zhuhai
Il commence l'année au tournoi d'Adélaïde. En simple, il sort le 11e mondial, Holger Rune, dès le premier tour (2-6, 6-4, 6-4), puis Mackenzie McDonald (6-4, 6-3) et Alexei Popyrin (7-6, 6-7, 6-2) avant d'abandonner face à Sebastian Korda. Grâce à ce parcours, il améliore encore son meilleur classement.
il se rend à l'Open d'Australie,  classé 33e mondial, il est pour la première fois tête de série (no 31) dans un tournoi du Grand Chelem à l'Open d'Australie à la suite du forfait de Carlos Alcaraz. Il élimine successivement Mikael Ymer, Dalibor Svrčina et Mackenzie McDonald pour atteindre les huitièmes de finale où il s'incline contre Karen Khachanov (6-0, 6-0, 7-6).
Il dispute ensuite le tournoi de Delray Beach où il élimine l'Allemand Oscar Otte avant de perdre contre l'Américain Mackenzie McDonald. Il essuie ensuite des défaites dès son entrée en lice à Acapulco, Indian Wells, Miami.
Il renoue avec le succès à Barcelone : exempté de premier tour en tant que tête de série no 16, il élimine en deux sets l'ex 7e mondial, David Goffin (6-1, 7-5), puis il perd face au 8e mondial, Jannik Sinner. Classé 34e mondial, il se rend à Madrid où il est de nouveau tête de série (28e). Exempté de premier tour, il sort Alex Molčan (5-7, 6-4, 6-4) et s'incline la tête de série no 5, le Russe Andrey Rublev (6-2, 7-5).
Il se rend ensuite à Cagliari pour un tournoi Challenger. Tête de série no 1, il se fait néanmoins surprendre par Daniel Elahi Galán dès son entrée en lice. 32e mondial, il se rend à Rome où il est tête de série no 25 mais il s'incline à nouveau dès son premier match, face à Lorenzo Sonego (7-5, 6-3).
Tête de série no 27 à Roland-Garros grâce à sa 33e place mondiale, il s'impose successivement contre Jeffrey John Wolf (1-6, 3-6, 6-4, 6-3, 6-3), Max Purcell (4-6, 6-2, 7-5, 6-4) pour retrouver le tombeur de Daniil Medvedev, le Brésilien Thiago Seyboth Wild. Comme pour ses précédents matchs, il gagne celui-ci avec plus de trois sets (3-6, 7-6, 2-6, 6-4, 6-0). Il arrive en huitième pour la seconde fois lors d'un tournoi majeur. Il se confronte alors à Tomás Martín Etcheverry, contre qui il s'incline en trois sets (7-6, 6-0, 6-1).
Le 19 juin, il intègre le top 25 pour la première fois de sa carrière (24e place).
Il ne s'aligne sur aucun tournoi préparatoire sur gazon. 27e mondial lors de Wimbledon en tant que 24e tête de série, il se fait surprendre dès le premier tour face à la surprise du tournoi, Daniel Elahi Galán (6-4, 6-3, 6-3).
31e mondial et tête de série no 4, il se présente à Atlanta, où il perd face à Aleksandar Vukic dès son entrée en lice. Il enchaine des éliminations précoces à Washington, alors qu'il y défend les points de sa finale en 2022, puis à la Roger Cup.
Il obtient enfin une victoire à Cincinnati face à Grégoire Barrère (6-4, 7-5), mais il perd au tour suivant face à Alexander Zverev (7-5, 6-4).
Il se présente à l'US Open, héritant d'un premier tour très compliqué face à Stanislas Wawrinka. Il perd après un match en 2 h 25 en trois sets et après avoir montré une bonne résistance (7-6, 6-2, 6-4). 
Malgré un 6-0 encaissé dès le premier match du tournoi de Zhuhai contre le jeune Français Térence Atmane, il réussit à inverser le cours du match (0-6, 6-4, 6-2) puis gagne deux tie-breaks contre le Sud-Africain Lloyd Harris, avant de sortir deux performances solides contre l'Allemand Jan-Lennard Struff (6-4, 7-5) et le Russe Aslan Karatsev (6-4, 6-4). Ces victoires lui permettent de disputer la finale du tournoi contre le Russe Karen Khachanov, qui revient progressivement sur le circuit. Il est défait (6-7, 1-6).

### 2024: Année compliquée puis titre à Atlanta
Sans match de préparation, il se présente à l''Open d'Australie. Holger Rune l'élimine d'entrée en simple. Il essuie aussi un autre échec d'entrée en double associé à Ben McLachlan. Le duo perd dès le premier tour.
Il se rend ensuite à Dallas . Pour le premier tour, il fait face à Térence Atmane. Il élimine ce dernier (7-6 4-6 6-3). Au tour suivant, il déclare forfait face à Adrian Mannarino, 4e tête de série.
Il se rend à Los Cabos et passe le premier tour en infligeant un (6-1 6-0) à l’italien Flavio Cobolli. Cependant, il perd sèchement contre  Alexander Zverev (6-3 6-0) au deuxième tour.
Il passe le premier tour à Eastbourne. Issu des qualifications, il sort Liam Broady du tournoi (6-4 6-3), puis le 46e mondial, Marcos Giron (4-6 6-3 6-4). Il se retrouve pour la première fois de l'année au troisième tour. Il y retrouve celui qu'il a éliminé au 2e tour des qualifications: Aleksandar Vukic. Il perd à ce stade ( 6-3 3-6 7-6).
Passé de 104e à 90e mondial à la suite de ce parcours, il se rend à Wimbledon où il affronte Nuno Borges, 50e mondial, qu'il vainc en quatre sets (6-2 7-6 2-6 6-3).
Sur un score de  7-6 6-3, il passe le premier tour à Atlanta face au local Zachary Svajda. Il se retrouve face à un adversaire qu'il a battu plusieurs fois (quatre fois en six rencontres), Mackenzie McDonald. Il remporte le duel en deux sets (6-3 6-4). Il enchaine sur un score en deux sets face à Frances Tiafoe (7-6 6-2), adversaire qu'il bat pour la seconde fois. En demi-finale, il fait face au Français Arthur Rinderknech. Il arrive en finale après avoir vaincu son adversaire en trois sets (6-3 4-6 6-4). Il retrouve Jordan Thompson en finale, tête de série numéro 4. Il obtient le titre en trois sets (4-6 7-6 6-2). Invité à Tokyo, il passe le premier tour face au 21e mondial, Félix Auger-Aliassime. Holger Rune l'élimine au 2e tour.

### 2025
Il se rend à l’Open d'Australie , il hérite d'un tableau compliqué. Il obtient sa première victoire de l’année face à Aziz Dougaz (3-6 6-4 7-6 6-3) au premier tour. Carlos Alcaraz l'élimine au tour suivant.
Il se présente à Dallas, où il hérite d'un tirage vraiment compliqué. Déjà, il fait face à Brandon Nakashima qu'il élimine en deux sets (6-4 7-6). Puis, il créer la surprise en sortant le 17e mondial  Frances Tiafoe en trois sets (3-6 6-4 6-3) malgré douze aces de la part de son adversaire. Il croise ensuite la route du 5e mondial, joueur qu'il a déjà vaincu une fois Casper Ruud. Malgré un premier set serré (7-5), il abandonne au second qui le fut également (3-2). À Delray Beach, il vainc au premier tour le 67e mondial, Aleksandar Vukic.

## Style de jeu
Yoshihito Nishioka est un joueur adepte du « tennis pourcentage », plutôt défensif. Son revers lui permet d'accélérer la vitesse de la balle pour déborder ses adversaires et lui permet d'obtenir maints points gagnants. C'est un joueur rapide et qui se déplace très bien sur le court. Nishioka a de bons réflexes qui lui permettent de renvoyer beaucoup de balles. Il a un taux d'erreurs en retour moins élevé que la moyenne du circuit. Il commet peu de doubles fautes, malgré cela, son service n'est pas une arme sur laquelle il peut compter pour gagner des points gratuits, son premier réflexe sera d'assurer ses coups au lieu de prendre des risques pour gagner des points. C'est un joueur très patient qui aime avoir ses adversaires à l'usure. Yoshihito Nishioka monte rarement au filet car sa volée est peu sûre. Il préfère maîtriser ses adversaires depuis la ligne du fond de court.

## Palmarès

### Titres en simple
| No | Date       | Nom et lieu du tournoi                        | Catégorie | Dotation    | Surface    | Finaliste             | Score          |          |
| -- | ---------- | --------------------------------------------- | --------- | ----------- | ---------- | --------------------- | -------------- | -------- |
| 1  | 24-09-2018 | Shenzhen Open, Shenzhen                       | ATP 250   | 733 655 $   | Dur (ext.) | Pierre-Hugues Herbert | 7-5, 2-6, 6-4  | Parcours |
| 2  | 26-09-2022 | Eugene Korea Open Tennis Championships, Séoul | ATP 250   | 1 117 930 $ | Dur (ext.) | Denis Shapovalov      | 6-4, 7-65      | Parcours |
| 3  | 22-07-2024 | Atlanta Open, Atlanta                         | ATP 250   | 756 020 $   | Dur (ext.) | Jordan Thompson       | 4-6, 7-62, 6-2 | Parcours |

### Finales en simple
| No | Date       | Nom et lieu du tournoi                        | Catégorie | Dotation    | Surface    | Vainqueur       | Score          |          |
| -- | ---------- | --------------------------------------------- | --------- | ----------- | ---------- | --------------- | -------------- | -------- |
| 1  | 17-02-2020 | Delray Beach Open, Delray Beach               | ATP 250   | 602 935 $   | Dur (ext.) | Reilly Opelka   | 7-5, 64-7, 6-2 | Parcours |
| 2  | 01-08-2022 | Citi Open, Washington                         | ATP 500   | 1 953 285 $ | Dur (ext.) | Nick Kyrgios    | 6-4, 6-3       | Parcours |
| 3  | 20-09-2023 | Huafa Properties Zhuhai Championships, Zhuhai | ATP 250   | 981 785 $   | Dur (ext.) | Karen Khachanov | 7-62, 6-1      | Parcours |

## Parcours dans les tournois duGrand Chelem

### En simple
| Année | Open d'Australie | Open d'Australie | Internationaux de France | Internationaux de France | Wimbledon       | Wimbledon            | US Open         | US Open              |
| ----- | ---------------- | ---------------- | ------------------------ | ------------------------ | --------------- | -------------------- | --------------- | -------------------- |
| 2014  | —                | —                | —                        | —                        | —               | —                    | 1er tour (1/64) | Paolo Lorenzi        |
| 2015  | —                | —                | 1er tour (1/64)          | Tomáš Berdych            | —               | —                    | 2e tour (1/32)  | Thomaz Bellucci      |
| 2016  | 1er tour (1/64)  | Pablo Cuevas     | —                        | —                        | 1er tour (1/64) | Serhiy Stakhovsky    | 1er tour (1/64) | Kevin Anderson       |
| 2017  | 2e tour (1/32)   | R. Bautista-Agut | —                        | —                        | —               | —                    | —               | —                    |
| 2018  | 2e tour (1/32)   | Andreas Seppi    | 1er tour (1/64)          | Fernando Verdasco        | 1er tour (1/64) | Marin Čilić          | 1er tour (1/64) | Roger Federer        |
| 2019  | 2e tour (1/32)   | Karen Khachanov  | 2e tour (1/32)           | Juan Martín del Potro    | 1er tour (1/64) | Janko Tipsarević     | 2e tour (1/32)  | Feliciano López      |
| 2020  | 3e tour (1/16)   | Novak Djokovic   | 2e tour (1/32)           | Hugo Gaston              | Annulé          | Annulé               | 1er tour (1/64) | Andy Murray          |
| 2021  | 1er tour (1/64)  | Pedro Martínez   | 2e tour (1/32)           | Lorenzo Musetti          | 2e tour (1/32)  | Aljaž Bedene         | 1er tour (1/64) | Jack Sock            |
| 2022  | 1er tour (1/64)  | Radu Albot       | 1er tour (1/64)          | Novak Djokovic           | 1er tour (1/64) | Emil Ruusuvuori      | 1er tour (1/64) | A. Davidovich Fokina |
| 2023  | 1/8 de finale    | Karen Khachanov  | 1/8 de finale            | T. M. Etcheverry         | 1er tour (1/64) | Daniel Elahi Galán   | 1er tour (1/64) | Stanislas Wawrinka   |
| 2024  | 1er tour (1/64)  | Holger Rune      | 1er tour (1/64)          | Félix Auger-Aliassime    | 2e tour (1/32)  | G. Mpetshi Perricard | 1er tour (1/64) | Miomir Kecmanović    |
| 2025  | 2e tour (1/32)   | Carlos Alcaraz   | 1er tour (1/64)          | Alexei Popyrin           | 1er tour (1/64) | Grigor Dimitrov      |                 |                      |

N.B. : à droite du résultat se trouve le nom de l'ultime adversaire.

### En double messieurs
| Année | Open d'Australie                                                                       | Open d'Australie                                                                         | Internationaux de France                                                                      | Internationaux de France                                                         | Wimbledon | Wimbledon                                                                               | US Open | US Open |
| ----- | -------------------------------------------------------------------------------------- | ---------------------------------------------------------------------------------------- | --------------------------------------------------------------------------------------------- | -------------------------------------------------------------------------------- | --------- | --------------------------------------------------------------------------------------- | ------- | ------- |
| 2018  | 1er tour (1/32) M. Fucsovics \|\| style="text-align:left;" \| Bob Bryan Mike Bryan     | 1er tour (1/32) Yuichi Sugita \|\| style="text-align:left;" \| Robin Haase M. Middelkoop | 1er tour (1/32) Taro Daniel \|\| style="text-align:left;" \| Antonio Šančić Andrei Vasilevski | 2e tour (1/16) M. McDonald \|\| style="text-align:left;" \| Mike Bryan Jack Sock |           |                                                                                         |         |         |
| 2019  | —                                                                                      | —                                                                                        | 2e tour (1/16) R. Berankis \|\| style="text-align:left;" \| J.-J. Rojer Horia Tecău           | —                                                                                | —         | —                                                                                       | —       |         |
| 2020  | —                                                                                      | —                                                                                        | 1er tour (1/32) R. Berankis \|\| style="text-align:left;" \| Aljaž Bedene Dennis Novak        | Annulé                                                                           | Annulé    | —                                                                                       | —       |         |
| 2021  | 1er tour (1/32) G. Mager \|\| style="text-align:left;" \| P.-H. Herbert Nicolas Mahut  | 2e tour (1/16) Lu Yen-hsun \|\| style="text-align:left;" \| Kevin Krawietz Horia Tecău   | 1er tour (1/32) E. Gerasimov \|\| style="text-align:left;" \| T. Brkić Nikola Čačić           | —                                                                                | —         |                                                                                         |         |         |
| 2022  | 1er tour (1/32) Jiří Veselý \|\| style="text-align:left;" \| M. Granollers H. Zeballos | —                                                                                        | —                                                                                             | —                                                                                | —         | 2e tour (1/16) A. Göransson \|\| style="text-align:left;" \| T. Kokkinakis Nick Kyrgios |         |         |
| 2023  | 2e tour (1/16) B. McLachlan \|\| style="text-align:left;" \| M. Arévalo J.-J. Rojer    | —                                                                                        | —                                                                                             | —                                                                                | —         | 2e tour (1/16) B. McLachlan \|\| style="text-align:left;" \| Rajeev Ram Joe Salisbury   |         |         |
| 2024  | 1er tour (1/32) B. McLachlan \|\| style="text-align:left;" \| N. Čačić D. Molchanov    | —                                                                                        | —                                                                                             | —                                                                                | —         | —                                                                                       | —       |         |

N.B. : le nom du partenaire se trouve sous le résultat ; les noms des ultimes adversaires se trouvent à droite.

## Parcours dans lesMasters 1000
| Année | Indian Wells                | Miami               | Monte-Carlo | Madrid            | Rome                    | Canada              | Cincinnati            | Shanghai         | Paris                 |
| ----- | --------------------------- | ------------------- | ----------- | ----------------- | ----------------------- | ------------------- | --------------------- | ---------------- | --------------------- |
| 2016  | —                           | 3e tour D. Thiem    | —           | —                 | —                       | —                   | —                     | —                | —                     |
| 2017  | 1/8 de finale S. Wawrinka   | 2e tour J. Sock     | —           | —                 | —                       | —                   | —                     | —                | —                     |
| 2018  | 1er tour M. Baghdatís       | 2e tour T. Berdych  | —           | —                 | —                       | 1er tour P. Carreño | —                     | —                | —                     |
| 2019  | 1/8 de finale M. Kecmanović | —                   | —           | —                 | 1er tour D. Schwartzman | —                   | 1/4 de finale Forfait | —                | 1er tour J.-L. Struff |
| 2020  | n.o.                        | n.o.                | n.o.        | n.o.              | 2e tour G. Dimitrov     | n.o.                | —                     | n.o.             | 2e tour A. Mannarino  |
| 2021  | 2e tour J. Isner            | 1er tour C. Norrie  | —           | 1er tour C. Ruud  | 1er tour M. Fucsovics   | 1er tour F. Tiafoe  | 1er tour L. Harris    | n.o.             | —                     |
| 2022  | —                           | 3e tour L. Harris   | —           | —                 | —                       | 2e tour F. Auger    | —                     | n.o.             | 2e tour C. Alcaraz    |
| 2023  | 2e tour C. Garín            | 2e tour A. Molčan   | —           | 3e tour A. Rublev | 2e tour L. Sonego       | 1er tour L. Musetti | 2e tour A. Zverev     | 2e tour C. Ruud  | 2e tour A. Rublev     |
| 2024  | —                           | 1er tour F. Cobolli | —           | 1er tour F. Auger | 2e tour G. Dimitrov     | —                   | 2e tour H. Hurkacz    | 1er tour Zhou Y. | —                     |
| 2025  | —                           | —                   | —           | —                 | 1er tour D. Lajović     | 1er tour E. Quinn   | 1er tour T. Atmane    |                  |                       |

N.B. : sous le résultat se trouve le nom de l’ultime adversaire.

## Victoires sur le top 10
Toutes ses victoires sur des joueurs classés dans le top 10 de l'ATP lors de la rencontre.
| Légende      |
| ------------ |
| Grand Chelem |
| Masters      |
| Masters 1000 |
| 500 Series   |
| 250 Series   |
| Coupe Davis  |

| # | D.M.  | Tournoi     | Année | Surface    | Adversaire    | Rang  | Tour   | Score         |
| - | ----- | ----------- | ----- | ---------- | ------------- | ----- | ------ | ------------- |
| 1 | no 77 | Cincinnati  | 2019  | Dur        | Kei Nishikori | no 5  | 1/16   | 7-62, 6-4     |
| 2 | no 73 | Coupe Davis | 2019  | Dur (int.) | Gaël Monfils  | no 10 | Poules | 7-5, 6-2      |
| 3 | no 96 | Washington  | 2022  | Dur        | Andrey Rublev | no 8  | 1/2    | 6-3, 6-4      |
| 4 | no 56 | Séoul       | 2022  | Dur        | Casper Ruud   | no 2  | 1/4    | 6-2, 3-6, 6-2 |

## Classements ATP en fin de saison
| Année          | 2011 | 2012 | 2013 | 2014 | 2015 | 2016 | 2017 | 2018 | 2019 | 2020 | 2021 | 2022 | 2023 |
| Rang en simple | 887  | 769  | 573  | 153  | 117  | 100  | 166  | 75   | 73   | 56   | 80   | 36   | 47   |
| Rang en double | –    | –    | 1117 | 989  | 599  | 573  | –    | 461  | 290  | 496  | 341  | 351  | 247  |

Source : (en) Classements de Yoshihito Nishioka sur le site officiel de la Fédération internationale de tennis